# 飞海蛾鱼
飞海蛾鱼（学名：Pegasus volitans）为輻鰭魚綱棘背魚目海蛾鱼科海蛾鱼属的鱼类。

## 分布
本魚分布于印度西太平洋區，包括東非、南非、波斯灣、印度、斯里蘭卡、緬甸、泰國、越南、馬來西亞、柬埔寨、中國、新加坡、印尼、菲律賓、澳洲等海域，属于暖水性近海小型底栖鱼类。可作药用。该物种的模式产地在安汶岛。

## 深度
水深1至73公尺。

## 特徵
本魚體縱扁，口小，吻端延長呈管狀，鱗片特化成盾甲。體呈黃棕色，具數列暗色短橫斑，胸鰭寬大呈圓形，背鰭軟條5枚；臀鰭軟條5枚，體長可達18公分。

## 生態
本魚游泳力不強，常停棲在沙泥地上，以寬大的游離鰭支撐魚體，屬肉食性，以小型底棲無脊椎動物為食。

## 經濟利用
非食用魚，可做為中藥材。